# Laphria telecles
Laphria telecles är en tvåvingeart som beskrevs av Walker 1849. Laphria telecles ingår i släktet Laphria och familjen rovflugor. Inga underarter finns listade i Catalogue of Life.